# Тітик Пуспа
Тітик Пуспа (індонез. Titiek Puspa; 1 листопада 1937 року, Танджунг, Південний Калімантан — 10 квітня 2025, Джакарта) — індонезійська співачка, композитор-пісняр і актриса. Відома виконавиця популярних пісень. Псевдонім. Справжнє ім'я Сударваті Пуспо (індонез. Sudarwati Puspo).

## Коротка біографія
Сударваті Пуспо у 1954 році перемогла у конкурсі індонезійського радіо у Семарангі. Потім вона була запрошена співачкою до Джакартського студійного оркестру, в якому працювала до 1962 року. Записала 13 альбомів та дисків (перша платівка з піснею «Незатухаюча свічка» записана в 1955 році). Також Тітик знялася у восьми фільмах. Неодноразово виступала в президентському палаці. Псевдонім їй був запропонований президентом Індонезії Сукарно. У 1960 році співала для Микити Хрущова, який відвідав Індонезію з офіційним візитом, пісню «Підмосковні вечори», яку вивчила російською мовою. Відома як автор понад 400 пісень (перша «Історія життя», написана в 1963 році). Тітик Пуспа знялася також у 17 рекламних роликах і в декількох оперетах на центральному телебаченні (1990-ті роки). У 2007 році у зв'язку зі своїм 70-річним ювілеєм підготувала гала-концерт «Невмирущі твори легенди: 70 років Тітик Пуспа», в якому брали участь зірки індонезійської естради і який вшанував своєю присутністю президент Індонезії Сусіло Бамбанг Юдойоно. Дві її пісні «Бінго» (1973) та «Нічний метелик» (1977) увійшли в 2009 році до списку індонезійської версії американського журналу Rolling Stone як кращі індонезійські пісні всіх часів. 10 квітня 2025 року померла внаслідок внутрішньомозкового крововиливу у віці 87 років.

## Нагороди та премії
- Переможець конкурсу індонезійського радіо у Семарангі (1954)
- Бронзовий лауреат Всесвітнього фестивалю пісні в Лос-Анджелесі (1984)
- Лауреат вищої музичної премії Індонезії BASF Award «За тривале служіння музиці» (1994)

## Родина
Батько Тугено Пусповіджойо, мати Сіті Маріам. Перший чоловік Зайнал Арді (Zainal Ardhy) (1957), диктор радіо. Другий чоловік джазовий піаніст Мкс Муалім (Mus Mualim) (1935—1991). Двоє дітей від першого шлюбу і двоє — від другого.

## Найбільш відомі альбоми
- Історія життя (1963)
- Мама (1964)
- Бінг (1973)
- Нічний метелик (1977)
- Ну і що (1982)
- Ура любові (1983)
- Вірус кохання (1997)

## Фільмографія
- Міна — сільська дівчина (1965)
- За сяючим світлом (1976)
- Інем — сексапільна служниця (1976)
- Кармінем (1977)
- Роджали і Джухела (1980)
- Дівчина (1980)
- Ковбой у фіолетовому шовку (1982)
- Ну і що (1983)